# Paul Hertz (Politiker)

Paul Hertz (vor 1920)

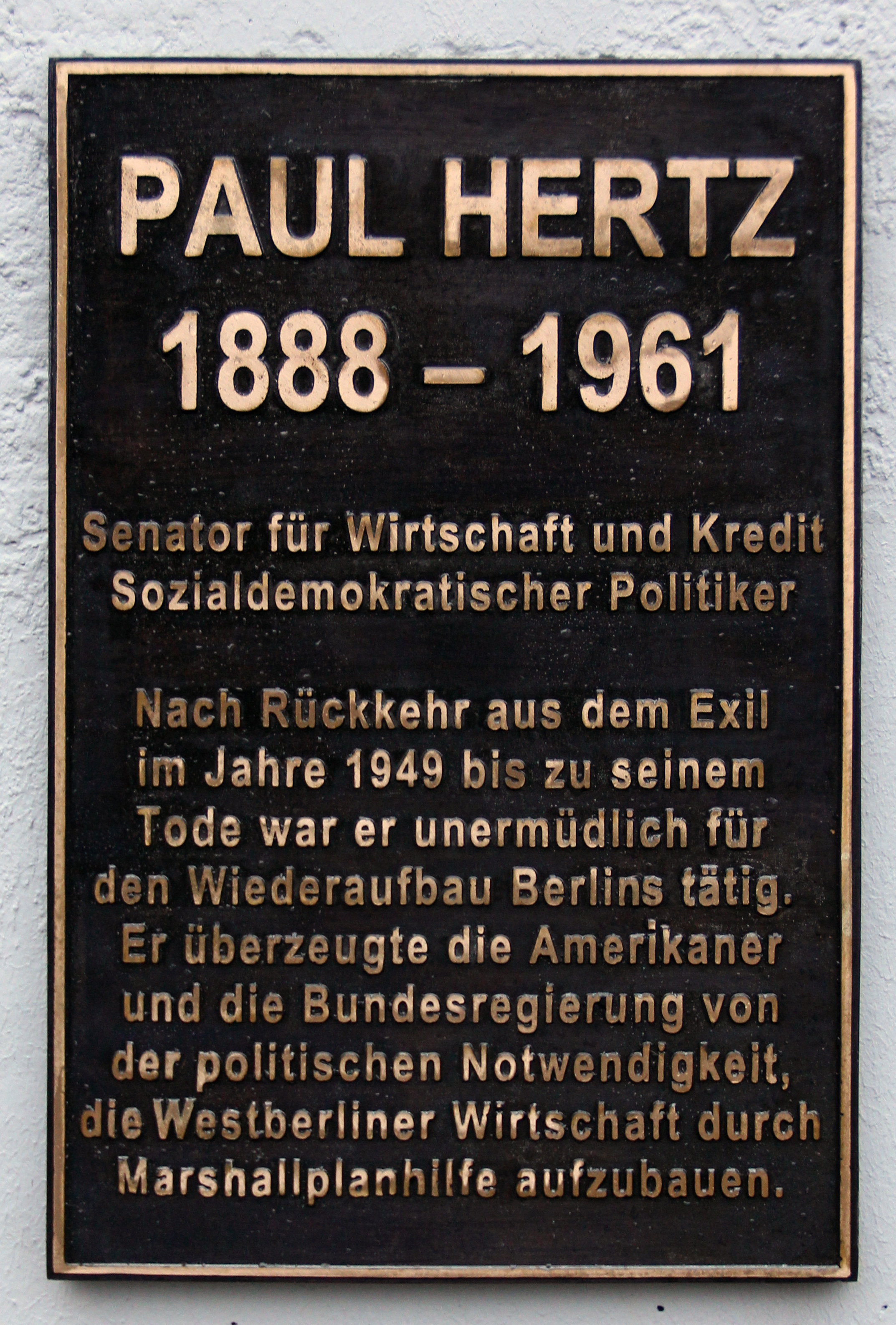
Gedenktafel, Heckerdamm 237, in Berlin-Charlottenburg-Nord

Paul Hertz (* 23. Juni 1888 in Worms; † 23. Oktober 1961 in West-Berlin) war ein deutscher Politiker.

## Leben
Der in Worms geborene, in Hamburg und Stettin aufgewachsene Sohn eines jüdischen Kaufmanns fand schon früh zur sozialdemokratischen Arbeiterbewegung. Ab 1920 vertrat er die USPD und nach der Rückkehr deren rechten Flügels zur Mutterpartei 1922 die SPD im Deutschen Reichstag. Seit dem gleichen Jahr wirkte der Publizist sowie Finanz- und Wirtschaftsfachmann als Fraktionssekretär der SPD-Reichstagsfraktion. Von 1919 bis 1925 war er zudem Stadtverordneter des Berliner Stadtteils Charlottenburg. Antisemitischen Hetzangriffen des rechten Lagers sah sich Hertz bereits damals ausgesetzt. Vordem über die Reichswahlliste ins Parlament gelangt, vertrat der Förderer Carlo Mierendorffs ab 1928 den Wahlkreis 11 (Merseburg).
Am 29. März 1934 veröffentlichte der Deutsche Reichsanzeiger die zweite Ausbürgerungsliste des Deutschen Reichs, durch welche Hertz ausgebürgert wurde. Zuvor wurde er Anfang Mai 1933 zusammen mit Otto Wels, Erich Ollenhauer und einigen anderen SPD-Parteivorstandsmitgliedern mit der Errichtung einer Auslandsstelle beauftragt. Zumal nach ihm bereits gefahndet wurde, folgte er seinen Vorstandskollegen umgehend erst nach Saarbrücken, dann nach Prag, um sich dort als besoldetes Mitglied des SPD-Exilvorstandes (Sopade) künftig gegen das NS-Regime zu betätigen. So war er Redakteur des theoretischen Exilorgans „Zeitschrift für Sozialismus“, bis dieses im Herbst 1936 sein Erscheinen einstellen musste, und bis zum März 1938 verantwortete er redaktionell die regelmäßig in recht hohen Auflagen ins Deutsche Reich eingeschmuggelte Zeitung Sozialistische Aktion. Hertz vertrat nicht nur die Belange der sozialistischen Betroffenengruppe im Beirat des Hochkommissars beim Völkerbund für die Flüchtlinge aus Deutschland, sondern war zugleich postiert als zuverlässiger Mittelsmann an der brisanten Schnittstelle zwischen innerdeutschem Widerstand und antinazistischer Arbeit im Exil. In seiner Heimat wurde er unterdessen – wie so viele andere auch – weiterhin rassistisch wie politisch diskriminiert, so durch die im Deutschen Museum in München im Winter 1937/38 präsentierte NS-Propagandaschau „Der ewige Jude“.
Im Sommer 1937 ging er nach Spanien, um Informationen aus erster Hand über den Bürgerkrieg zu sammeln, aber auch um zu sondieren, welche Möglichkeiten es dort für ein stärkeres Engagement der Exil-SPD gäbe. Ab 1935 hatte er sich immer mehr den Positionen der Gruppe „Neu Beginnen“ angenähert, als deren Vertrauensmann er innerhalb des SPD-Exilvorstandes fortan fungierte. Nicht zuletzt wegen seines Eintretens für eine Zusammenarbeit u. a. mit jener konspirativen Kaderorganisation sowie sogar für ein Zweckbündnis mit der KPD im Rahmen einer von ihm erhofften Konzentration der sozialistischen Kräfte kam es 1938 zum Bruch mit der SPD. Seitdem bekannte er sich auch öffentlich zu „Neu Beginnen“.
Ende 1939 konnte Paul Hertz zusammen mit seiner Frau Hanna und ihren beiden Kindern – sie alle waren von den Nazis längst ausgebürgert und enteignet – in die USA entkommen. Dort schloss er sich den von seinem „Neu-Beginnen“-Freund Karl Frank stark beeinflussten „American Friends of German Freedom“ an, die sich Mitte 1944 in „American Association for a Democratic Germany“ umbenannten. Mit dieser Organisation trat Hertz dem vom evangelischen Theologen und religiösen Sozialisten Paul Tillich initiierten, mit einer programmatischen Gründungserklärung im Frühjahr 1944 erstmals öffentlich hervorgetretenen Council for a Democratic Germany bei. Diesem Zusammenschluss linker Sozialdemokraten, Sozialisten und Christen beiderlei Konfession sowie von linksbürgerlichen Demokraten und einer Anzahl namhafter Schriftsteller, Künstler und Wissenschaftler blieb freilich die German Labour Delegation, die offizielle Vertretung der Exil-SPD in den USA, fern, da dort auch Kommunisten mitwirkten. Seinen Lebensunterhalt bestritt Hertz, inzwischen US-Staatsbürger, als freier Wirtschaftsprüfer.

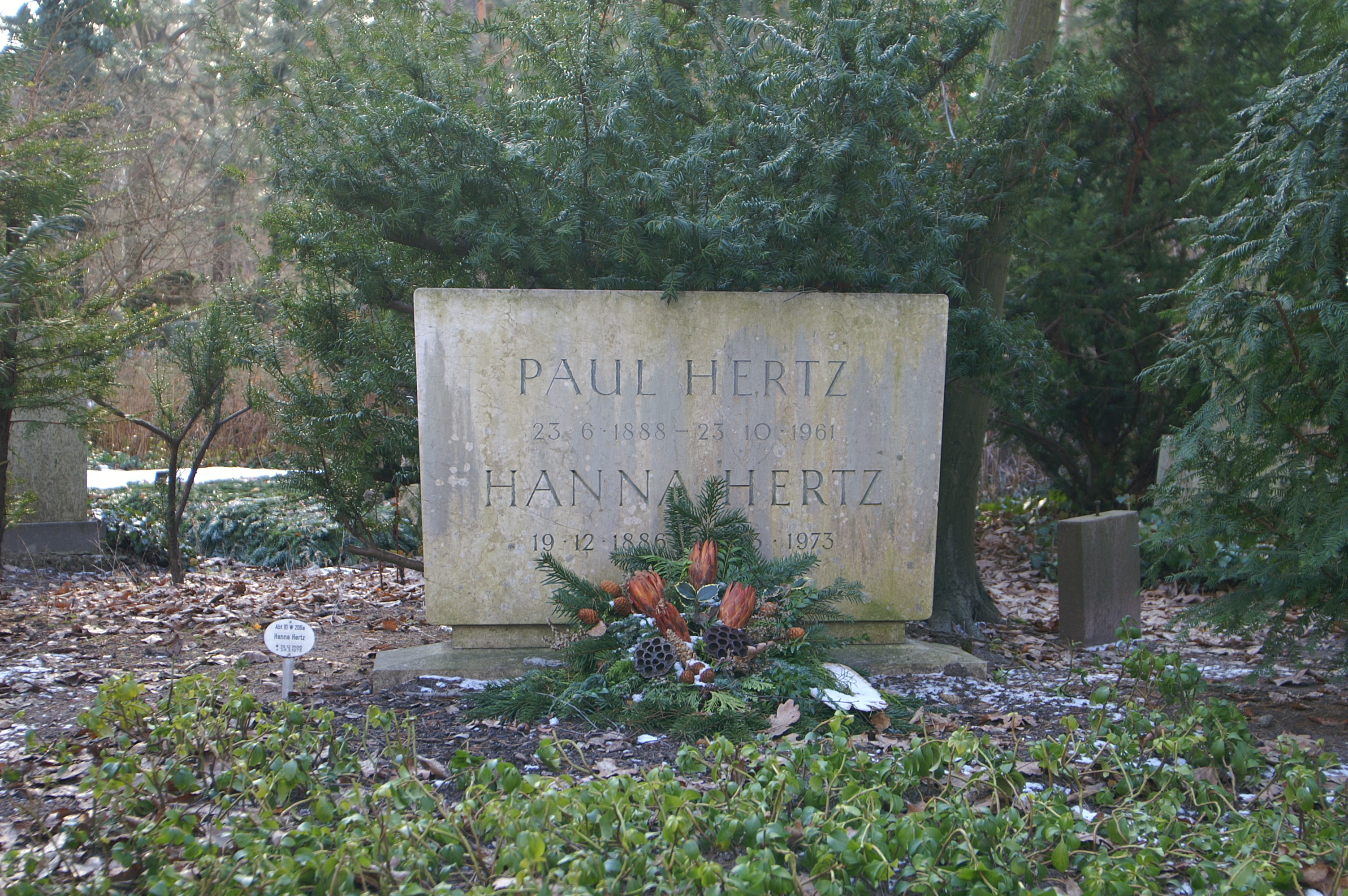
Ehrengrab von Paul Hertz auf dem Waldfriedhof Zehlendorf

Erst Ende 1949 kehrte er auf Drängen seines alten Weggefährten Ernst Reuter, der nun Oberbürgermeister von West-Berlin war, nach Deutschland zurück. 1950 wurde Hertz Leiter des Hauptamtes Banken und Versicherungen des Berliner Magistrats sowie Beauftragter für Finanz- und Wirtschaftsfragen. Von 1951 bis 1953 amtierte er als Senator für Marshall-Plan und Kreditwesen. Von 1953 bis 1955 war er als Bevollmächtigter für das Kreditwesen verantwortlich für das Berliner Notstandsprogramm. Und von 1955 bis zu seinem Tod diente er seiner Stadt als Senator für Wirtschaft und Kredit.
Hertz wurde auf dem Waldfriedhof Zehlendorf in Berlin-Nikolassee beigesetzt. Die Grabstätte gehört zu den Ehrengräbern des Landes Berlin.
Im Norden Charlottenburgs trägt die „Paul-Hertz-Siedlung“ seinen Namen. Die Siedlung mit rund 3200 Wohnungen wurde zwischen 1962 und 1965 errichtet.

## Auszeichnung
- 1958: Ernst-Reuter-Plakette des Landes Berlin